# Fristen (film)
Fristen (italienska: La tregua) är en italiensk-fransk-tysk-schweizisk dramafilm från 1997 i regi av Francesco Rosi.
Filmen är baserad på Primo Levis självbiografiska roman med samma namn.

## Utmärkelser
Fristen vann priset David di Donatello för bästa film 1997.

## Roller (urval)
- John Turturro – Primo Levi
- Massimo Ghini – Cesare
- Rade Šerbedžija – "Greken"
- Stefano Dionisi – Daniele
- Teco Celio – överste Rovi
- Roberto Citran – Unverdorben
- Claudio Bisio – Ferrari
- Andy Luotto – D'Agata
- Agnieszka Wagner – Galina
- Lorenza Indovina – Flora